# Henry Knox
Henry Knox (Boston, 25 luglio 1750 – Augusta, 25 ottobre 1806) è stato un generale statunitense, ricordato soprattutto per essere stato a capo dell'artiglieria americana durante la guerra d'indipendenza e per essere stato il primo Ministro della guerra degli Stati Uniti durante la presidenza di George Washington..

## Biografia
Knox nacque il 25 luglio 1750 nella città di Boston, in Massachusetts. Alla morte del padre, avvenuta nel 1762, iniziò a lavorare come commesso in una cartoleria che rilevò nel 1771. L'anno successivo, dopo essersi dedicato a lungo agli studi militari, divenne comandante in seconda del Corpo dei Granatieri, di stanza nella sua città natale. Nel 1774 riuscì a sposare la figlia di un aristocratico, Lucy Flucker, cosa che gli garantì la sicurezza economica. Allo scoppio delle prime battaglie tra americani ed inglesi, nel 1775, entrò nell'Esercito Continentale come colonnello d'artiglieria. Venne incaricato dal generale Washington di trasportare a Boston i cannoni catturati al forte Ticonderoga per sgomberare la città dagli inglesi.
Nel 1776 fu a capo dell'artiglieria americana nell'assedio di New York e nelle successive battaglie. Il 24 dicembre organizzò a George Washington l'attraversamento del fiume Delaware. Fu quindi promosso comandante dell'artiglieria per le battaglie di Princeton (3 gennaio 1777), di Brandywine (11 settembre 1777), di Germantown (4 ottobre 1777), di Monmouth (28 giugno 1778) e di Yorktown (ottobre 1781). Nel 1782 fu nominato comandante dell'Accademia Militare degli Stati Uniti di West Point e, nel 1789, divenne il primo Ministro della Guerra.
Si ritirò a vita privata nel 1794 ad Augusta (Contea di Kennebec), nel Maine, dove morì il 25 ottobre 1806. È intitolata al suo nome la località di Fort Knox nel Kentucky, sede di una guarnigione militare dello U.S. Army e dello United States Bullion Depository, dove è custodita gran parte delle riserve auree degli Stati Uniti.